# Dragostea mea călătoare
Dragostea mea călătoare este un film românesc din 1980 regizat de Cornel Todea. Rolurile principale au fost interpretate de actorii Angela Ioan, Constantin Diplan, Radu Panamarenco.

## Distribuție
Distribuția filmului este alcătuită din:
- Constantin Diplan — Ilarion
- Victor Radovici — Eusebie
- Eusebiu Ștefănescu — Ion Jurcă
- Horațiu Mălăele — Mihai Șendrea
- Ion Colan — Pătru
- Angela Ioan — Simina Turbatu
- Gabriel Iencec — Bățucă
- Dumitru Anghel — Miluță
- Radu Panamarenco — Timoteu
- Melania Ursu — Primul secretar
- Ion Vîlcu — Onofrei
- Tudor Filimon — Curierul
- Elena Petrican — Tudora

## Primire
Filmul a fost vizionat de 1.196.248 de spectatori în cinematografele din România, după cum atestă o situație a numărului de spectatori înregistrat de filmele românești de la data premierei și până la data de 31 decembrie 2014 alcătuită de Centrul Național al Cinematografiei.